# أولاد بابا سعيد (أولاد مغزة - أولاد بابا سعيد)
أولاد بابا سعيد هو دُوَّار يقع بجماعة الشلالات، عمالة المحمدية، جهة الدار البيضاء سطات في المملكة المغربية. ينتمي الدوّار لمشيخة أولاد مغزة - أولاد بابا سعيد التي تضم دوارين. يقدر عدد سكانه بـ 1107 نسمة حسب الإحصاء الرسمي للسكان والسكنى لسنة 2004.

## روابط خارجية
- البوابة الوطنية للجماعات الترابية
- المندوبية السامية للتخطيط